# Schloss Grabenstätt

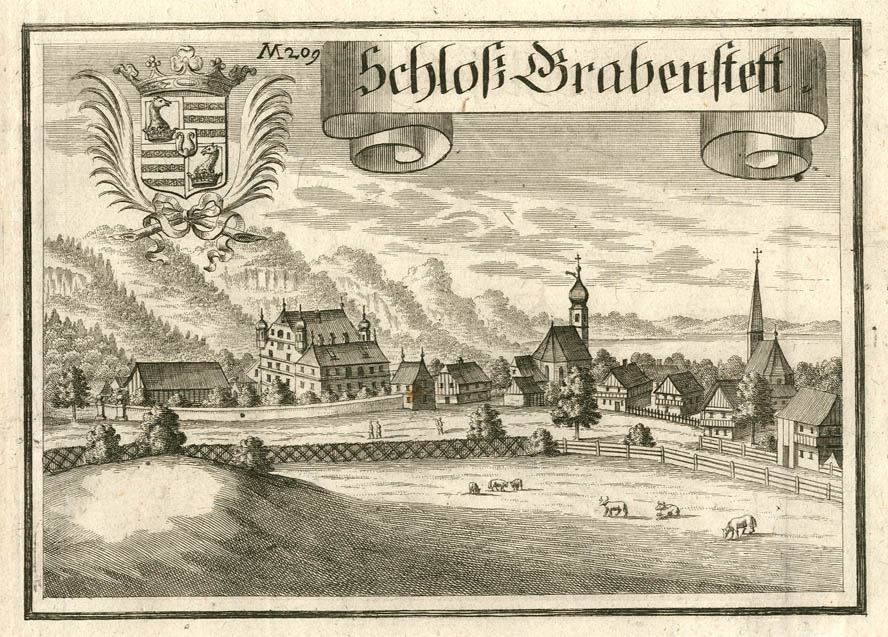
Kupferstich von Michael Wening in der Topographia Bavariae um 1700

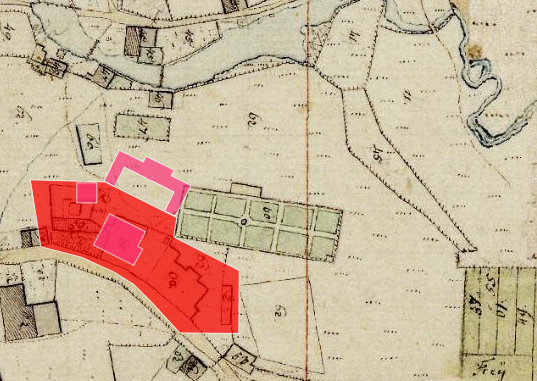
Lageplan von Schloss Grabenstätt auf dem Urkataster von Bayern

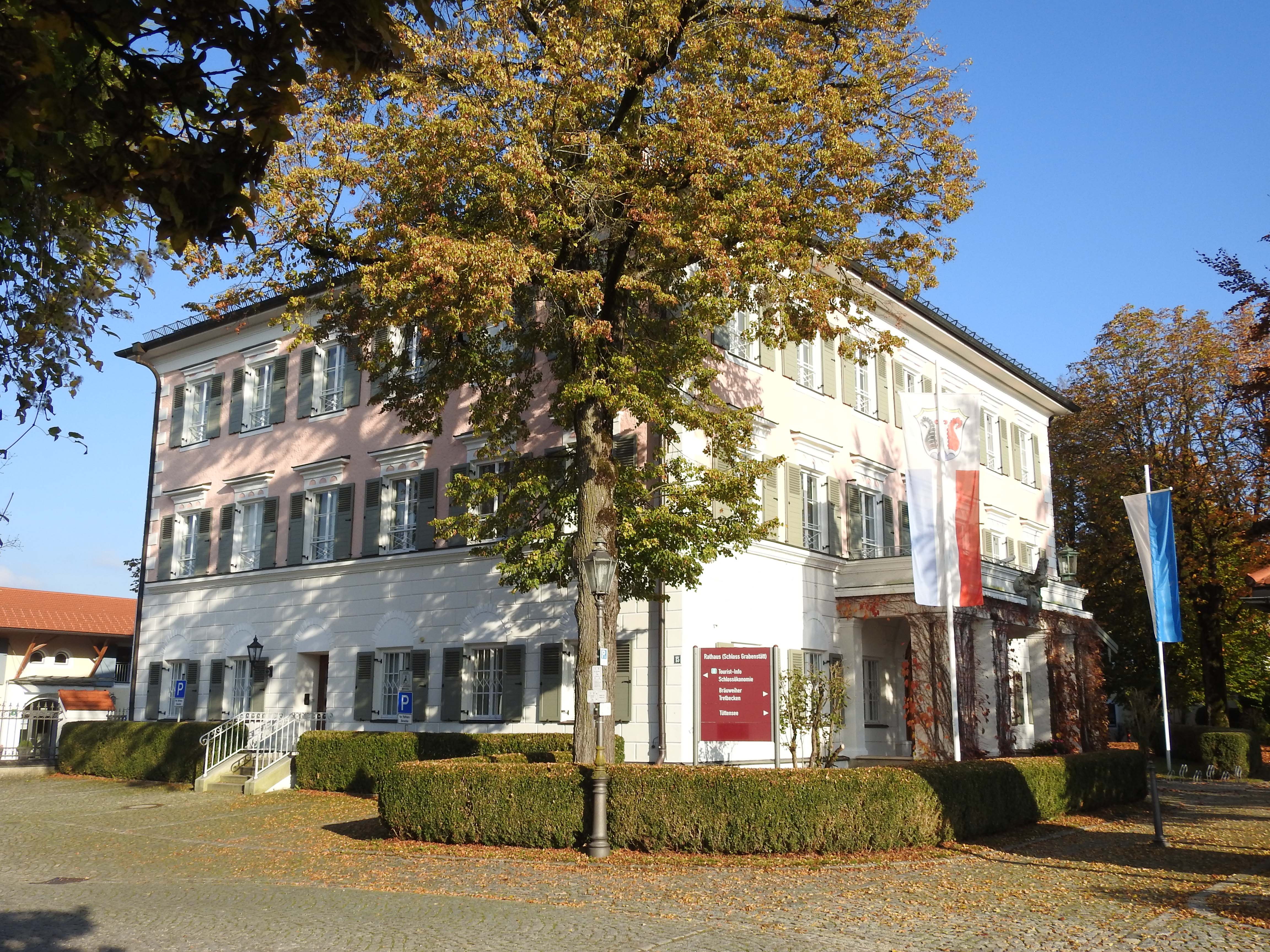
Schloss Grabenstätt von Westen

Schloss Grabenstätt ist ein historisches Schloss in der Gemeinde Grabenstätt im Chiemgau, das heute als Rathaus und Haus des Gastes genutzt wird. Als Hofmarkschloss war es Herrensitz der offenen Hofmark Grabenstätt. Die Anlage ist unter der Aktennummer D-1-89-119-8 als Baudenkmal verzeichnet. „Untertägige mittelalterliche und frühneuzeitliche Befunde im Bereich von Schloss Grabenstätt und seiner Vorgängerbauten mit ehem. Wirtschaftshof“ werden zudem als Bodendenkmal unter der Aktennummer D-1-8141-0225 geführt.

## Geschichte
Erstmals urkundlich erwähnt wird Grabenstätt am 8. Juni 959 in einer Urkunde von König Otto dem Großen aus Salzburg. Der Raum um Grabenstätt wird zu Beginn des 10. Jahrhunderts als „comitatus Teginberti“ (Grafschaft des Reginbert) geführt. Dieser Verwaltungsbereich umfasste im Wesentlichen altbesiedeltes Land. Grabenstätt, das zunächst salzburgisches Urbar war, gelangte im Jahre 1275 an Bayern zurück. Das Gebiet blieb zwar salzburgerisches Urbar, aber gerichtlich und landeshoheitlich fiel es Bayern zu. Schloss Grabenstätt wurde zum Sitz einer offenen Hofmark, deren Inhaber im 18. Jahrhundert die Grafen von Rheinstein und Tattenbach waren. 1803 wurde die Hofmark aufgelöst. Eine große Feuersbrunst im Jahre 1834 zerstörte das Grabenstätter Schloss weitgehend. Major von Mayerhofen, der den Schlossbau restaurierte und eine moderne Brauerei errichten ließ, vertauschte das gesamte Grabenstätter Anwesen gegen den Post- und Gastwirtschaftsbetrieb im Markt Teisendorf an Philipp Fürst, Posthalter und Gastwirt von Teisendorf. Drei Jahre nach einem zweiten großen Brand im Jahre 1862 gelangte Baron Ludwig von Finster in den Besitz des Anwesens. Nachfolgende Besitzer des Schlosses und der Brauerei waren die Grafen von Löwenstein-Scharffeneck und die Familie Mayer aus Wasserburg. Nach dem Ersten Weltkrieg und dem Niedergang der Brauerei gab es einige Besitzerwechsel, ehe 1924 Clemens Freiherr von Wrede das Anwesen erwarb. 1982 schließlich kaufte die Gemeinde Grabenstätt von der Familie von Wrede das Schloss. Es wurde zu einem Rathaus mit Haus des Gastes umgebaut und von der Gemeindeverwaltung im Dezember 1995 bezogen.